# Мішель Бачелет
Веро́ніка Мішель Бачелет Херія (ісп. Verónica Michelle Bachelet Jeria, МФА: [beˈɾonika mɪˈtʃɛl batʃˈlet ˈxeɾja]; нар. 29 вересня 1951, Сантьяго) — президент Чилі (з 11 березня 2006 року до 11 березня 2010 і з 11 березня 2014 до 11 березня 2018) від Соціалістичної партії. Перша в історії Чилі жінка, обрана на посаду голови держави. Дипломований хірург й епідеміолог, також вивчала військову стратегію.

## Біографія
Бачелет народилася в Сантьяго в сім'ї генерала ВПС Чилі Альберто Бачелета і археологині-антропологині Анхели Херії другою дитиною в сім'ї. 1962 року разом із сім'єю виїхала до США, де Альберто Бачелет став військовим аташе при чилійському посольстві. Мешкаючи в штаті Мериленд, упродовж двох років відвідувала американську середню школу. Після повернення до Чилі закінчила жіночий Ліцей № 1 Сантьяго, у якому була не тільки однією з найкращих учениць на потоці, але й старостою класу, учасницею шкільного хору, шкільної волейбольної команди, театрального гуртка й музичного гурту. Після школи Бачелет збиралася вчитися на соціологиню, проте під впливом батька все ж вступила на медичний факультет Університету Чилі 1970 року.
За президента-соціаліста Сальвадора Альєнде батько Мішель був призначений керівником комітету з розподілу продовольства. Після перевороту 11 вересня 1973 року, коли уряд Альєнде повалив генерал Августо Піночет, Альберто Бачелет був заарештований і за звинуваченням у зраді батьківщини поміщений у в'язницю, де й помер через пів року (12 березня 1975 року) від серцевого удару, викликаного тортурами. Через пів року Мішель Бачелет, що вчилася тоді на медичному факультеті Університету Чилі, разом з матір'ю викрадають спецслужби та ув'язнюють в одній із головних таємних в'язниць режиму Піночета «Віллу Грімальді». Провівши там близько року, 1975 року Бачелет завдяки зусиллям дипломата Роберто Козака та втручанню уряду Австралії, де жив її старший брат Альберто, і товаришів по службі батька, звільнена, й через короткий час виїхала з Чилі спочатку до Австралії, а потім до НДР, де навчалася німецької у Лейпцигу і продовжила медичну освіту в берлінському Університеті Гумбольдта.
На батьківщину Бачелет повернулася в 1979 році. 1982 року вона, нарешті, отримала диплом хірурга в Університеті Чилі (пізніше також стала дипломованою педіатринею, епідеміологинею і організаторкою охорони здоров'я), водночас вступивши до Соціалістичної партії. У 1995—2000 роках стала членом ЦК СПЧ. Перші роки після закінчення навчання Бачелет працювала в дитячому шпиталі, а потім у низці неурядових організацій, що допомагали сім'ям потерпілих від диктатури Піночета.
Крім рідної іспанської, володіє німецькою, англійською, португальською, французькою. Також навчилась «трішки розмовляти» російською, живучи у Східній Німеччині.

## Політична кар'єра
Після відновлення демократичного режиму 1990 року Бачелет працювала консультанткою в Світовій організації охорони здоров'я, а в 1994–1997 роках — радницею заступника міністра охорони здоров'я. 2000 року президент Чилі Рікардо Лагос призначив Бачелет міністром охорони здоров'я країни, а 2002 року — міністром оборони (до цього вона закінчила військовий коледж в США і військову академію в Чилі). Бачелет стала першою жінкою в Латинській Америці, що обійняла подібну посаду.
Наприкінці 2004 Мішель Бачелет оголосила про намір балотуватися на пост президента країни. Її висунув блок «Демократична згода» (куди, крім соціалістів, входять також християнські і соціал-демократи), панівний у країні з 1990. Головною темою передвиборчої кампанії Бачелет зробила соціальні питання, обіцяючи після приходу до влади провести реформи систем охорони здоров'я і освіти, а також істотно підвищити пенсії.
На президентських виборах 2006 року Бачелет представляла панівну лівоцентристську коаліцію «Демократична згода». У першому турі, що пройшов у грудні 2004, набрала 45,95 % голосів за необхідних за Конституцією 50 % плюс один голос. У другому турі, що відбувся 15 січня 2006 року, де їй протистояв кандидат від опозиційного консервативного блоку «Національне оновлення», мільярдер Себастьян Піньєра, отримала 53,5 % голосів виборців. Інавгурація Мішель Бачелет відбулася 11 березня 2006 року. Уперше перебуваючи на посту президента, вона обіцяла додати чилійській економіці соціальну орієнтованість і скоротити розрив між багатими і бідними громадянами країни, який є одним із найвищих у світі.
15 січня 2006 Бачелет здобула перемогу на президентських виборах, ставши четвертою жінкою-главою держави в Латинській Америці після аргентинської президента Марії Естели Мартінес де Перон, нікарагуанської президента Віолетти Чаморро і президента Панами Міреї Москосо.

### Перше президентство (2006—2010)
31 січня 2006 Мішель Бачелет назвала кандидатури нових членів уряду. Вона призначила на міністерські посади 10 чоловіків і 10 жінок. Ще під час передвиборчої кампанії вона обіцяла зробити свій кабінет кабінетом рівних можливостей. Зокрема, жінки мали очолити міністерства оборони, економіки, планування, охорону здоров'я, культури, а також президентську адміністрацію. Із самого початку правління Бачелет розпочала реформи освіти та системи соціального захисту країни.
Протягом першого року президентства, проте, популярність Бачелет помітно знизилася. Хоча соціалісти мали більшість в обох палатах чилійського парламенту, проти неї існувала значна внутрішня опозиція в партії.
У зовнішній політиці її правління характеризувалося охолодженням відносин із Аргентиною (через підвищення Аргентиною експортного мита на природний газ та освоєння спірної території в Патагонії) та з Перу (через чилійський закон, що деталізував морський кордон між державами, пізніше скасований Конституційним судом Чилі).
Також протягом 2006—2007 років Чилі ухвалила та уклала договори про вільну торгівлю з КНР, Індією, Японією, Панамою, Перу, Колумбією. Ведуться переговори про подібні договори з Австралією, В'єтнамом, Туреччиною і Малайзією.

### Діяльність між президентствами
У квітні 2010 року Бачелет заснувала власний аналітичний центр «ісп. Fundación Dialoga», штаб-квартира якого розташовується в Провіденсії, передмісті Сантьяго.
Вона є членом Мадридського клубу, організації, створеної для пропаганди демократії і глобальних змін у світі і яка складається з колишніх глав держав.
14 вересня 2010 року Мішель Бачелет була оголошена очільницею новоствореної організації ООН Жінки (англ. UN Women). 15 березня 2013 року вона оголосила про свою відставку для того, щоб узяти участь в президентських виборах.

### Друге президентство (з 2014)

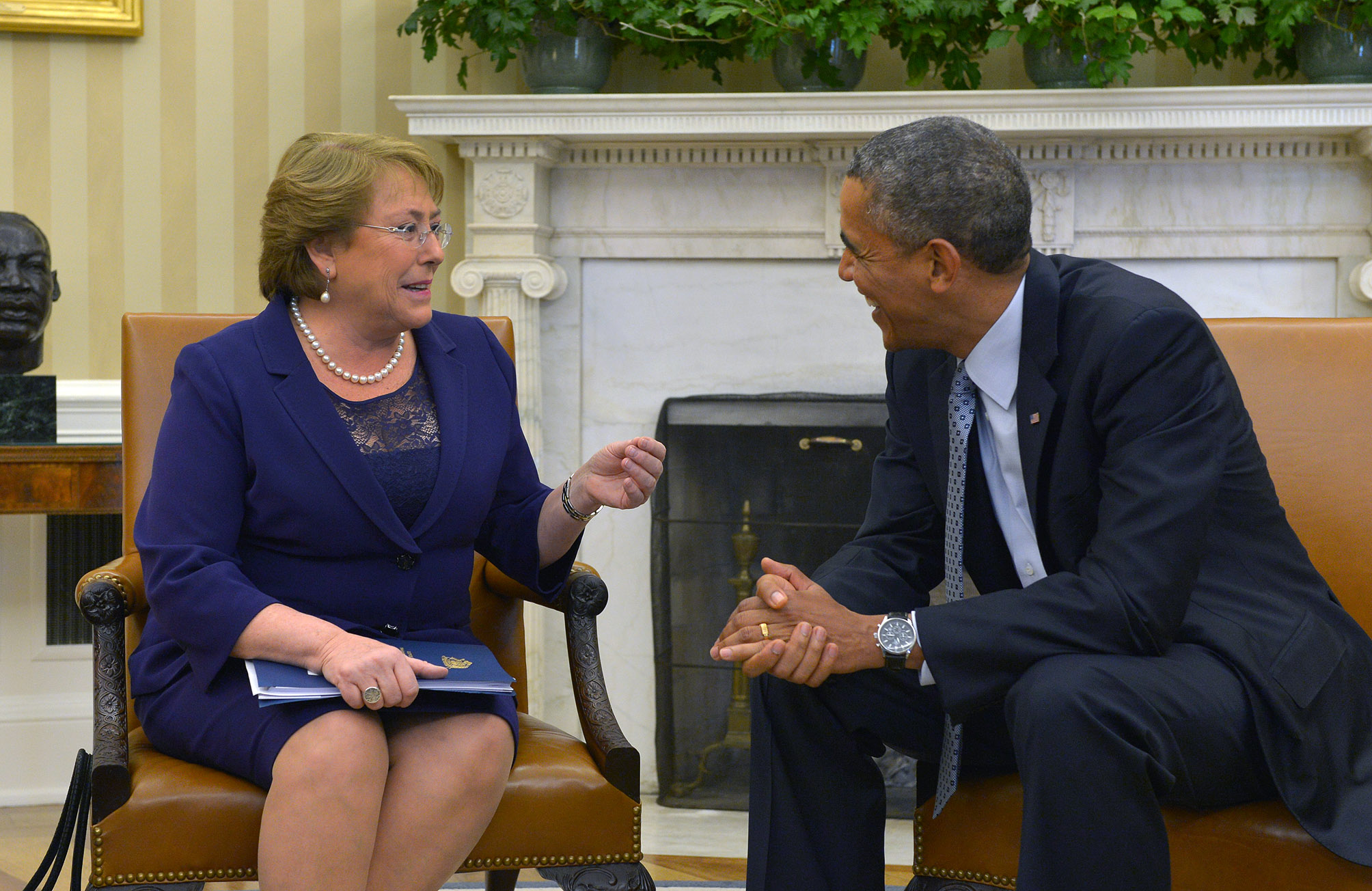
Мішель Бачелет із Бараком Обамою, червень 2014 року.

27 березня 2013 Бачелет оголосила, що має намір балотуватися на президентську посаду вдруге. Результати соціологічних опитувань показали, що вона має значну підтримку серед електорату.
15 грудня 2013 року Мішель Бачелет здобула перемогу в другому турі президентських виборів. Бачелет пообіцяла в перші сто днів свого президентства провести 50 економічних реформ, зокрема підвищення податку на прибуток підприємств з 20 до 25 %, лібералізацію конституції, збільшення пенсій, а також поступовий перехід до безоплатної вищої освіти.
11 березня 2014 року у Вальпараїсо відбулася церемонія інавгурації, на якій був присутній віцепрезидент США Джо Байден, а також президенти низки латиноамериканських країн.
9 травня в Чилі відбулася значна маніфестація студентів, які вимагали від Мішель Бачелет виконання обіцянки про реформи в системі освіти країни.